# Rathaus (Beratzhausen)

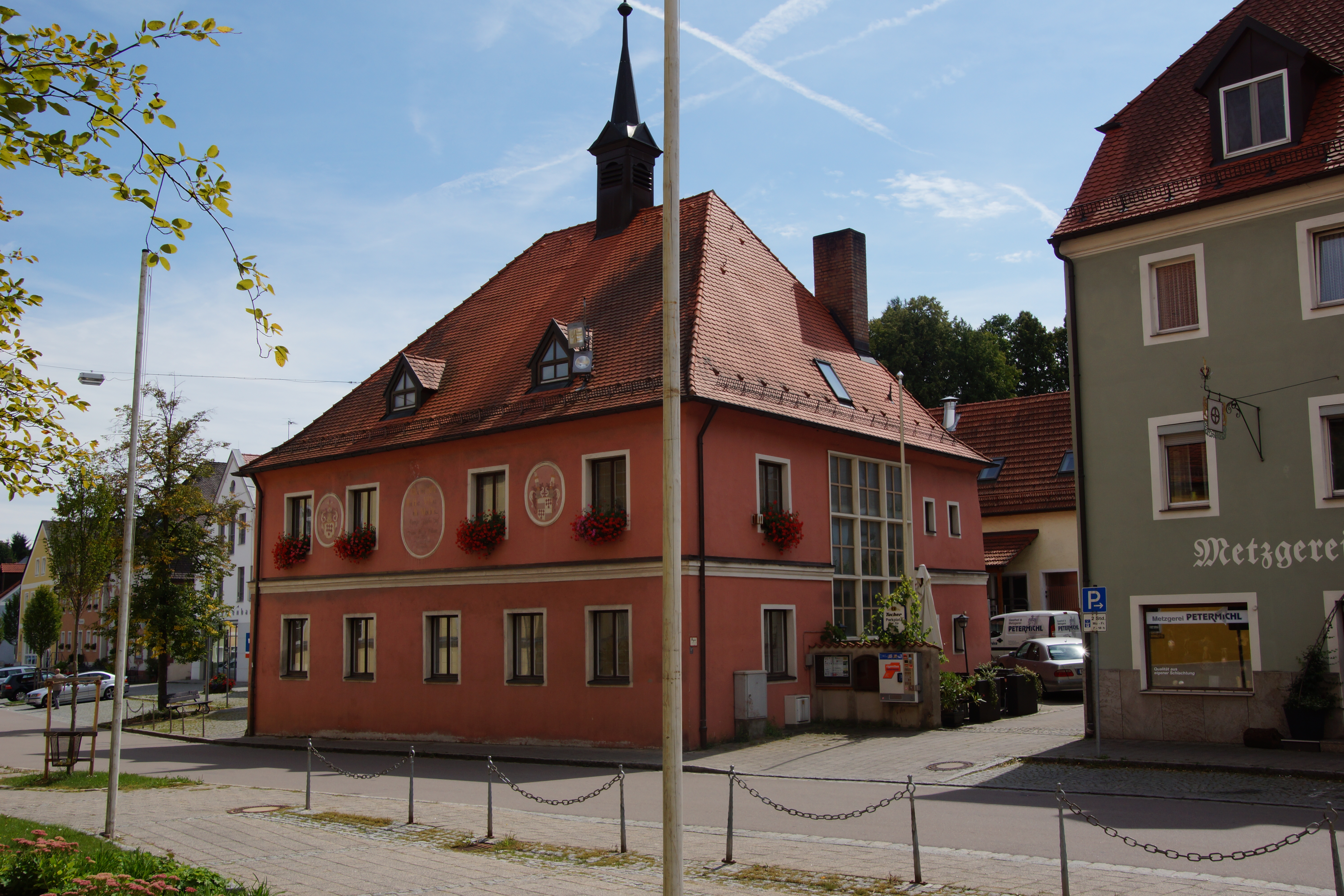
Rathaus von Beratzhausen

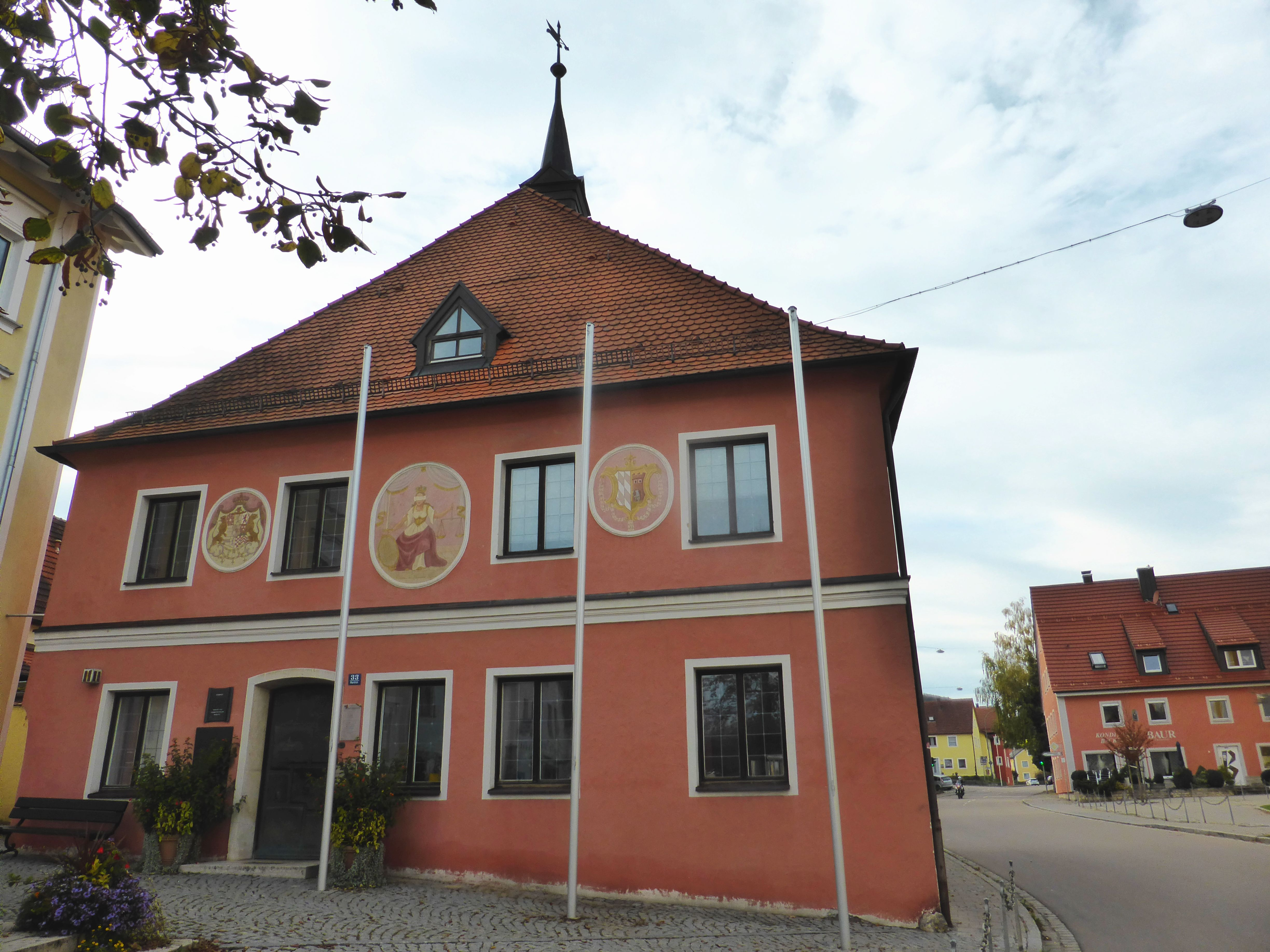
Rathaus von Beratzhausen

Das Rathaus von Beratzhausen wurde auf Drängen der Regierung Pfalz-Neuburg 1573/74 erbaut, seit 1575 gibt es Aufzeichnungen über das Rathaus.

## Geschichte
Unter der Regierung von Pfalz-Neuburg wurde den Bürgern von Beratzhausen „verfallenes Ungeld“ zur Erbauung des Rathauses geschenkt. Der Pfalzgraf Philipp Ludwig lieh zudem 100 fl. Bereits 1591 zeigten sich Baumängel, der Rat musste wieder ein Darlehen aufnehmen und das Rathaus wurde grundlegend umgebaut. Während des Dreißigjährigen Krieges wurde das Rathaus 1633 von Cronenburger Reitern „auf das äußert ruiniert“; die Wiederinstandsetzung zog sich bis 1670 hin. 1670 wurde mit der Anschaffung eines Registraturkastens der Anfang eines Archivs gemacht. 1791 musste mit hohen Kosten das Rathaus nochmals renoviert werden; dazu musste ein Darlehen von 400 fl von  der Maria-Hilf-Kirche und 300 fl vom Bauern Wolfgang Spenglern aus Rufenried aufgenommen werden.
Das Rathaus war nicht nur der Sitz der Verwaltung. 1577 berichtete der Rat an die Regierung, dass eine Fleischbank und Brotläden eingerichtet werden sollten, 1646 wurde in einem neuerbauten Stüberl ein Salzhandel eingerichtet, 1691 wurde von einem Tanzsaal im Rathaus, der von dem Zimmermann Hans Sperber eingerichtet wurde, berichtet. 1708 war eine Rathauswaage, von 1912 bis 1961 eine Viehwaage vorhanden, auch war dort die Feuerwehrremise. Die längste Zeit war dort eine Schule untergebracht (1576 bis 1958). Von 1912 bis 1932 war auch die Post dort untergebracht. 1902 wurde ein Umbau vorgenommen und es verschwanden Brotladen und Fleischbank aus dem Rathaus.
1958 spendete der Brauereibesitzer Michael Wiendl das Geld für den Bau eines Sitzungssaals, nach den Umbaumaßnahmen von 1961/62 wurde das Rathaus nur noch als Verwaltungsgebäude genutzt. Der letzte Umbau war im Jahr 1984. Damals wurde das Dachgeschoss zu einem Sitzungssaal umgebaut, der auch als Besprechungsraum und Trausaal genutzt wird.

## Gebäude
Das Gebäude ist zweigeschossig mit einem ausgebauten Dachgeschoss, es besitzt einen Dachreiter mit einer Glocke.
Die Fresken stammen von der Renovierung von 1791. Sie zeigen an der Ostseite das Wappen von Pfalz-Neuburg, die Figur der Justitia und das Marktwappen. An der Nordseite befindet sich das Wappen der Ehrenfelser mit sieben königsroten Rauten und das Wappen der Stauffer zu Ehrenfels. Durch Tiefflieger 1945 wurde das Gebäude geschädigt, 1975 wurden die Fassaden und Fresken von dem Kunstmaler Walter Hagen renoviert. In der Mitte befindet sich eine Inschrift in Latein:

„DILectus CIVibVs 

 IVstItIae VIVae

Piis MoribVs

Georgio Josepho Engl et

Joanne Adamo Dietheuer Consulibus

et Jakobo Friesl Cammerario.“
Übersetzt:

„Den geliebten Bürgern 

den frommen Sitten 

der lebendigen Gerechtigkeit 

weihen dieses Haus

Georg Joseph Engl und 

Johann Adam Dietheuer, beide Bürgermeister 

Jakob Friesl, Kämmerer.“

Das Chronogramm ergibt die Jahreszahl 1791. 1843 wurde eine schwerere Glocke des Glockengießers Joseph Spannagl anstelle der früheren kleinen Glocke eingebaut.